# Ibrahim Jaaber
Ibrahim Ibin Mohamad Jaaber (in bulgaro Ибрахим Ибин Джабер?; Brooklyn, 3 febbraio 1984) è un ex cestista statunitense naturalizzato bulgaro, professionista in Europa.
Alto 188 centimetri per 77 kg, giocava nel ruolo di guardia.

## Carriera
Si trasferisce a Elizabeth e inizia a giocare per la Peddie School chiudendo la sua esperienza con 24 punti 8 rimbalzi e 8 assist di media. Dopo due anni viene chiamato da Pennsylvania (college della Ivy League, di cui viene eletto MVP), dove rimane per quattro anni qualificando la squadra al torneo NCAA.
Dopo questi anni disputa la Summer League con i Detroit Pistons che però non lo confermano per la stagione, allora Ibby sbarca in Europa (Grecia) giocando per l'Egaleo diventando il miglior realizzatore del campionato con 22,4 punti e 3,2 rubate a partita.
Poi Roma dove arriva in prestito alla Lottomatica Roma per i play-off sino a raggiungere la finale poi vinta da Siena. Dopo un periodo in cui il giocatore non è riuscito a dare il meglio contro la Montepaschi Siena, è risultato determinante segnando molti punti e dando un buon nel reparto difensivo. Per questo a fine stagione viene riscattato dal club romano e ad inizio stagione l'allenatore ha detto di volerlo impiegare come playmaker titolare.
Nell'estate 2008 il giocatore ha ottenuto anche la cittadinanza bulgara, ed ha iniziato a giocare con la nazionale nelle qualificazioni per i Campionati Europei del 2009 in cui la sua nazionale, proprio grazie al suo aiuto, è riuscita a passare il turno battendo peraltro anche la nazionale italiana.
Nell'estate 2010 viene ingaggiato dai Los Angeles Lakers per la Summer League dove viene visionato e preso dall'Olimpia Milano con cui ha rescisso il contratto nell'estate del 2011..
Nel 2012 viene ingaggiato dallo Žalgiris Kaunas. Il 30 gennaio 2013 annuncia di aver rescisso con lo Žalgiris per motivi personali. Ha inoltre annunciato che non giocherà mai più per una squadra europea. Ha in seguito spiegato in una nota che ha lasciato la squadra perché non poteva sopportare i balli troppo provocanti delle cheerleader dello Žalgiris e perché non era d'accordo con le pubblicità che apparivano sulle magliette della squadra. Ha inoltre scritto "Sono ben consapevole che questo potrebbe impedirmi di guadagnare soldi con la pallacanestro per il resto della mia vita, ma sono disposto a fare questo sacrificio per le mie convinzioni".

## Palmarès
Campionato iraniano: 1 (2012-13)